# Mondine Garcia
Mondine Garcia (* 1936 in Saint-Ouen (Seine-Saint-Denis); † 29. Dezember 2010 ebenda) war ein französischer Jazzgitarrist in der Tradition Django Reinhardts.

## Leben und Wirken
Garcia gehörte zu den Gypsy-Jazz-Gitarristen, die die zweite Generation der Musiker bildeten, die in der Tradition Django Reinhardts spielten. Er gehörte der Calé-Musikerfamilie Garcia an und spielte seit dem zehnten Lebensjahr Musette-Musik; er war in Frankreich als le roi de la valse (König des Walzers) bekannt. Ab Ende der 1950er Jahre trat er bei Chez Louisette auf, einem Restaurant beim Flohmarkt von St. Ouen. Seit etwa 1965 spielte er Gypsy-Jazz im legendären Café La Chope des Puces nahe der Pariser Porte de Clignancourt, zunächst mit der Band Les Manouches (mit seinem Cousin Niglo Landauer als Rhythmusgitarrist und verschiedenen Bassisten und Geigern wie Spatzo Adel). Garcia wurde durch seine regelmäßigen Samstags-Auftritte in dem Café zum Vorbild zahlreicher jüngerer Gitarristen wie Tchavolo Schmitt, Biréli Lagrène, Stochelo Rosenberg und Romane. Ende der 1970er bis Anfang der 1980er Jahre bildete er mit seinem Sohn Ninine ein Gypsy-Jazz-/Bossa-Nova-Duo namens Les Manouches de St Ouen. Zwischen 1962 und 1983 nahm er mehrere Einspielungen vor wie die LP Les Manouches, die bei Le Kiosque d'Orphée erschien; 2007 wurden diese teilweise als CD Les Manouches: Rare Recordings of Gypsy Music 1969-1983 wiederveröffentlicht. Garcia trat noch bis in die späten 2000er Jahre im Chope de Puces mit seinem Sohn und den Enkeln Rocky und Mundine Garcia auf.